# Bourbon County, Kansas
Bourbon County är ett administrativt område i delstaten Kansas, USA, med 15 173 invånare. Den administrativa huvudorten (county seat) är Fort Scott.

## Geografi
Enligt United States Census Bureau har countyt en total area på 1 655 km². 1 650 km² av den arean är land och 4 km² är vatten.

### Angränsande countyn
- Linn County - nord
- Vernon County, Missouri - öst
- Crawford County - syd
- Neosho County - sydväst
- Allen County - väst
- Anderson County - nordväst

### Orter
- Bronson
- Fort Scott (huvudort)
- Fulton
- Mapleton
- Redfield
- Uniontown